# Mieso
Mieso – miasto w Etiopii, w regionie Oromia.